# John Hicks (economista)
Sir John Richard Hicks (Warwick, 8 aprile 1904 – Blockley, 20 maggio 1989) è stato un economista inglese.
Nato a Leamington Spa nel Warwickshire (Inghilterra), Hicks studiò a Oxford ai colleges Clifton e Balliol. In seguito insegnò alla London School of Economics, dove incontrò Friedrich von Hayek. Trascorse gli anni dal 1935 al 1938 all'Università di Cambridge, occupato principalmente nella scrittura del suo volume Value and capital. Tra il 1938 e il 1946 fu professore alla Victoria University di Manchester. Nel 1946 ritornò a Oxford, prima come research fellow al Nuffield College (1946-1965), quindi come Drummond Professor of Political Economics (1952-1965) e infine come research fellow al college All Souls (1965-1971).
Nel 1972 vinse il Premio della Banca di Svezia in memoria di Alfred Nobel per le Scienze Economiche. Tra i suoi contributi teorici, il noto criterio di "compensazione" detto Kaldor-Hicks per confronti in termini di benessere sociale, presentato nel 1939. Collaborò intensamente con il professor Roy Allen della London School of Economics. Il suo più influente contributo alla scienza economica è probabilmente il modello IS-LM (detto anche modello di Hicks-Hansen), basato sulla teoria macroeconomica sviluppata da John Maynard Keynes.

## Opere
- The theory of wages, Macmillan Co., New York, 1934. Trad. italiana La teoria dei salari, Torino, Utet, 1936.
- Value and capital; an inquiry into some fundamental principles of economic theory, Oxford, Clarendon Press, 1939. Trad. italiana Valore e capitale, Torino, UTET, 1954.
- The social framework: An introduction to economics, Oxford, Clarendon Press, 1943. Trad italiana Introduzione alla economica: la struttura sociale, Torino, Edizioni scientifiche Einaudi, 1955.
- The problem of budgetary reform, Oxford, Clarendon Press, 1948
- A contribution to the theory of the trade cycle, Oxford, Clarendon Press, 1950. Trad. italiana Contributo alla teoria del ciclo economico, Milano, L'industria, 1952.
- Capital and growth, Oxford, Clarendon Press, 1955. Trad. italiana Capitale e sviluppo, Milano, Il saggiatore, 1971.
- A revision of demand theory, Oxford, Clarendon Press, 1956.
- Essays in world economics, Oxford, Clarendon Press, 1959.
- Critical essays in monetary theory, Oxford, Clarendon Press, 1967. Trad. italiana Saggi critici di teoria monetaria, Milano, Etas Kompass, 1971.
- A theory of economic history, London, Oxford University Press, 1969. Trad italiana di Federico Caffè, Una teoria della storia economica, Torino, UTET, 1971.
- I maestri dell'economia moderna, Hicks e altri, a cura di Federico Caffè, Milano, Angeli, 1970.
- Capital and time; a neo-austrian theory, Oxford, Clarendon Press, 1973. Trad italiana Capitale e tempo: una teoria neo-austriaca, Milano, Etas Kompass, 1973.
- The crisis in keynesian economics, Oxford, Basil Blackwell, 1974. Trad. italiana La crisi nell'economia keynesiana, Roma, Bancaria, 1974.
- Economic perspectives: further essays on money and growth, Oxford, Clarendon Press, 1977. Trad. italiana Prospettive di teoria economica: saggi su moneta e crescita, Milano, Etas libri, 1980.
- Causality in economics, Oxford, Basil Blackwell, 1979. Trad. italiana Analisi causale e teoria economica, Bologna, Il Mulino, 1981.
- Collected essays on economic theory, Oxford, Basil Blackwell, comprende:

1. Wealth and welfare, 1986.
2. Money, interest and wages, 1985.
3. Classics and moderns, 1983.

- Methods of dynamic economics, Oxford, Clarendon, 1985.
- A market theory of money, Oxford: Clarendon, 1989. Trad. italiana Una teoria di mercato della moneta, Bologna, Il Mulino, 1992.